# Austrophlebiodes porphyrobranchus
Austrophlebiodes porphyrobranchus is een haft uit de familie Leptophlebiidae. De wetenschappelijke naam van de soort is voor het eerst geldig gepubliceerd in 2005 door Christidis & Dean.
De soort komt voor in het Australaziatisch gebied.